# Frede Hansen
Frede Hansen (5 aprile 1897 – 31 luglio 1979) è stato un ginnasta danese.

## Palmarès

### Olimpiadi
- 1 medaglia:
  - 1 argento (Anversa 1920 nel concorso svedese a squadre)